# Schaefferia argentinensis
Schaefferia argentinensis là một loài thực vật có hoa trong họ Dây gối. Loài này được Speg. miêu tả khoa học đầu tiên năm 1917.